# Công viên Dân tộc học Żywiec ở Ślemień
Công viên Dân tộc học Żywiec ở Ślemień (tiếng Ba Lan: Żywiecki Park Etnograficzny w Ślemieniu) là một bảo tàng ngoài trời tọa lạc tại số 2a phố Łączna, làng Ślemień, xã Ślemień, huyện Żywiecki, tỉnh Śląskie, Ba Lan. Hoạt động của bảo tàng ngoài trời này tập trung vào việc giới thiệu cách bố trí đô thị và các tòa nhà đặc trưng của làng Beskid Żywiecki.

## Lịch sử
Công viên chính thức mở cửa cho công chúng vào tháng 8 năm 2012. Vào tháng 1 của năm tiếp theo, Công viên Dân tộc học Żywiec được thành lập trên diện tích hơn 6 ha. Việc thành lập bảo tàng ngoài trời nhận được sự đồng tài trợ của Liên minh Châu Âu trong khuôn khổ của dự án "Công viên dân tộc học của Vùng đất Żywiec". Bảo tàng ngoài trời này được giao cho công viên quản lý.

## Triển lãm
17 vật thể kiến trúc lịch sử, chủ yếu bằng gỗ, đã được di dời đến bảo tàng ngoài trời, tiêu biểu trong số đó là trường học Rychwałd được xây dựng vào năm 1900, kho thóc được xây dựng vào thế kỷ 19 từ Sucha Beskidzka, một trang trại nông dân hoàn chỉnh, một lò rèn tồn tại vào đầu thế kỷ 20 ở Ślemień, túp lều của một nông dân giàu có ở Łękawica được xây dựng vào năm 1911, một túp lều được xây dựng vào năm 1901 từ Kukow, và một số di tích kiến trúc khác. Nội thất của các tòa nhà này đều được phục dựng. Bảo tàng ngoài trời bố trí triển lãm bên trong các tòa nhà để giới thiệu tất cả các khía cạnh của cuộc sống của người dân vùng cao.